# Wiener Floorball Verein
Die Wiener Floorball Verein ist ein österreichischer Floorballverein aus Wien. Er ist einer von vier österreichischen Teilnehmern an der International Floorball League, in der auch Teams aus Slowenien und Ungarn mitspielen. Er nimmt außerdem seit der Ligagründung 2009 an der Großfeld-Bundesliga der Herren teil. Im Zuge einer Ligaerweiterung nimmt auch die Zweitvertretung des Vereins an der Bundesliga-Saison 2024/25 der Herren teil.
An der Floorball-Bundesliga der Damen nimmt der Wiener FV (ebenfalls als Gründungsmitglied) seit 2010  teil. Der Verein konnte bereits mehrfach (zuletzt 2024 bei den Herren, 2017 bei den Damen) die österreichische Großfeld-Meisterschaft erringen. Hinzu kommen mehrere Titel im Kleinfeld-Wettbewerb.

## Titel und Erfolge

### Herren
- Österreichischer Meister (Großfeld): 2016, 2018, 2019, 2022, 2023, 2024
- Österreichischer Meister (Kleinfeld): 2011

### Damen
- Österreichischer Meister (Großfeld): 2005, 2006, 2008, 2009, 2010, 2011, 2014, 2017
- Österreichischer Meister (Kleinfeld): 2006, 2011, 2012

### Jugend
- Österreichischer Meister (U19m): 2014
- Österreichischer Meister (U19w): 2014, 2015